# Brutal Truth
Brutal Truth a fost o formație americană de grindcore din New York înființată de Dan Lilker⁠(d), fost membru al formațiilor Anthrax, Nuclear Assault⁠(d) și Stormtroopers of Death, în 1990. Aceasta a fost desființată în 1999, însă a revenit pe scena muzicală în perioada 2006 - 2014.

## Istorie
Brutal Truth a fost fondată în 1990 în New York City. Aceasta a semnat inițial un contract cu casa de discuri Earache Records, lansând prin intermediul ei albumele de studio Extreme Conditions Demand Extreme Responses⁠(d) și Need to Control⁠(d), respectiv extended play-ul Perpetual Conversation. Concomitent, au fost turnate videoclipuri pentru melodiile „Ill Neglect”, „Collateral Damage” și „Godplayer”. Din cauza neînțelegerilor dintre membrii formației și Earache, aceștia au trecut la Relapse Records⁠(d), casă de discuri specializată în grindcore, unde au rămas până la desființare.
Prin intermediul Relapse, Brutal Truth au lansat mini albumul⁠(d) Kill Trend Suicide⁠(d), albumul de studio Sounds of the Animal Kingdom⁠(d) și un album live dublu⁠(d) numit Goodbye Cruel World. Formația s-a desființat în jurul anului 1999 din cauza unor dificultăți financiare și de management.
În 2001, Guinness World Records a stabilit că videoclipul melodiei „Collateral Damage” al formației Brutal Truth deține recordul pentru „cel mai scurt videoclip muzical”. Acesta are o durată de 2,18 secunde și prezintă 48 de imagini în succesiune rapidă urmate de o explozie.
Brutal Truth s-a reînființat în 2006 cu o parte din componența originală (Lilker, Hoak și Sharp); Erik Burke al formației Lethargy⁠(d) l-a înlocuit pe Brent McCarty la chitară. Pe 8 iulie 2008, patru piese noi au fost lansate pe compilația This Comp Kills Fascists. Pe 21 ianuarie 2009, -s-a anunțat că Brutal Truth a încheiat înregistrarea unui nou album intitulat Evolution Through Revolution⁠(d). A fost lansat pe 14 aprilie în America de Nord, 17 aprilie în Germania și pe 20 aprilie la nivel internațional. De asemenea, albumul era disponibil prin streaming pe siteul formației. Un videoclip pentru „Sugardaddy/Branded” a fost lansat pe 17 iulie 2009.
Pe 27 septembrie 2011, Brutal Truth a lansat al șaselea album de studio - End Time⁠(d) - prin Relapse. În 2012, formația a participat la Lausanne Underground Film and Music Festival⁠(d) împreună cu muzicianul polonez Robert Piotrowicz⁠(d). Brutal Truth a lansat un album split cu Bastard Noise⁠(d) pe 11 noiembrie 2013.
Pe 10 ianuarie 2014, Lilker a anunțat că nu va mai participa la turnee și la înregistrări începând din 18 octombrie. Brutal Truth s-a desființat în ziua respectivă.

## Membrii formației
- Kevin Sharp – voce (1990–1998, 2006–2014)
- Dan Lilker – chitară bas, cori (1990–1998, 2006–2014)
- Brent "Gurn" McCarty - chitare (1990–1998)
- Scott Lewis – tobe (1990–1993)
- Richard Hoak – tobe (1994–1998, 2006–2014)
- Jody Roberts – chitare (2006–2007)
- Erik Burke – chitare (2007–2013)
- Dan O'Hare – chitare (2013–2014)

## Discografie

### Albume de studio
- Extreme Conditions Demand Extreme Responses (1992, Earache Records)
- Need to Control (1994, Earache Records)
- Kill Trend Suicide (1996, Relapse Records)
- Sounds of the Animal Kingdom (1997, Relapse Records)
- Evolution Through Revolution (2009, Relapse Records)
- End Time (2011, Relapse Records)[15]

### Extended play
- The Birth of Ignorance demo (1990)
- Ill Neglect (1992, Earache Records)
- Perpetual Conversion (1993, Earache Records)
- Godplayer (1994, Earache Records)
- Machine Parts +4 (1996, Relapse Records)
- Split 7-inches - conține melodii de pe albumul split cu Converge și de pe albumul split cu Violent Society (2008, Relapse Records)[16]

### Albume split
- split cu Spazz (1996, Bovine Records)
- split cu Rupture (1997, Relapse Records)
- split cu Converge (1997, Hydra Head Records)
- split cu Melvins (1997, Reptile Records)
- split cu Violent Society (1997, Relapse Records)
- split cu Narcosis/Total Fucking Destruction (2007, Calculated Risk Records)
- The Axiom of Post Inhumanity split cu Bastard Noise (2013, Relapse Records)

### DVD
- For the Ugly and Unwanted – This Is Grindcore (2009, Season of Mist)

### Altele
- Goodbye Cruel World (compilație de materiale live) (1999, Relapse Records)
- For Drug Crazed Grindfreaks Only! Live at Noctum Studios + 1 (2008, Relapse Records)[17]
- This Comp Kills Fascists Vol. 1 (2008, Relapse Records)